# Costinha (humorista)
Lírio Mário da Costa (Rio de Janeiro, 25 de março de 1923 – Rio de Janeiro, 15 de setembro de 1995), mais conhecido como Costinha, foi um humorista e ator brasileiro.

## Biografia
Nascido no bairro de Vila Isabel, na cidade do Rio de Janeiro, capital federal na época, Costinha vem de família de cunho artístico: seu pai foi palhaço de circo, chamado Bocó, que ele conheceria somente depois de adulto, quando seu pai estava em um asilo. A infância circense iria influenciar a trajetória do humorista de forma definitiva. Porém, a situação estável da família muda quando ele completa treze anos: seu pai e grande ídolo abandona a família. Na época, ainda menino, Costinha tem de deixar a vocação artística e trabalhar em outras áreas. Foi, dentre outras profissões, contínuo, garçom de botequim, engraxate e apontador de jogo do bicho. Esse convívio ao lado de tipos urbanos e, muitas vezes, marginais do Rio dos anos 1940, seria muito importante nos personagens feitos pelo humorista posteriormente.
Em 1942, emprega-se como faxineiro da Rádio Tamoio. Pelo novo veículo ganha sua grande chance, sendo radioator em importantes programas da época como Cadeira de Barbeiro, Recruta 23 e mesmo na primeira versão radiofônica da Escolinha do Professor Raimundo. Fez parte do elenco de grandes emissoras como a Record e também a Mayrink Veiga. Foi ainda cômico no Teatro de Revista, tanto em São Paulo como no Rio de Janeiro.
Em seguida, se tornaria um astro nacional pelas piadas obscenas e pelas famosas imitações de "bichinha". Costinha fez diversas propagandas, incluindo as das Loterias do Rio de Janeiro (onde chegou a ser dirigido pelo cinemanovista Cacá Diegues). Lançou a série de discos de humor nos anos 1970 e 80 O Peru da Festa e As Proibidas do Costinha pelo selo CID.
No cinema, sua participação foi intensa desde os anos 1950. Sua primeira participação foi em Anjo do Lodo de Luiz de Barros. O filme foi a segunda adaptação do livro Lucíola de José de Alencar às telas. Voltaria às ordens de Lulu de Barros em O Rei do Samba, biografia do lendário sambista Sinhô.
Desempenhou papéis secundários e pontas das chanchadas com atores como Wilson Grey, Wilson Vianna e tantos outros daquela geração. A produtora dominante da época, a Atlântida, tinha astros cômicos como Oscarito e diretores como Carlos Manga. Já a secundária mas não menos importante, Herbert Richers, apostava em outros nomes da época, como Ankito e em realizadores como Victor Lima e J.B. Tanko.
Costinha logo é chamado pela segunda para desempenhar papéis secundários. Às vezes conseguia ser bandido (De Pernas pro Ar), um aspone do Carlos Imperial (Garota Enxuta) ou mesmo um fotógrafo de jornal (É de Chuá). Outros filmes do período na época são feitos ao lado de Zé Trindade.
Com a chegada de movimentos cinematográficos mais ambiciosos e pretensamente intelectuais de Gláuber e seus pares, o espaço de comediantes oriundos da chanchada foi a televisão. Nos anos 1960, pouquíssimas comédias ou filmes populares foram feitos no Brasil comparados com a década anterior. Uma exceção é um ciclo de fitas policiais e nazi-exploitation (Os Carrascos Estão Entre Nós). Porém, nomes como Oscarito, Grande Otelo, Ankito se viram mais sem o meio cinematográfico e sem o estrelato de antes. No caso de Costinha, seu início na televisão ocorreu por meio da TV Excelsior.
Os anos setenta trazem os velhos comediantes de volta às telas. O cinema volta a ser popular. Seja em filmes urbanos (Como Ganhar na Loteria Sem Perder a Esportiva), homenagens à chanchada (Salário Mínimo), filmes de juventude (Amor em Quatro Tempos) ou mesmo em pornochanchadas (Histórias Que As Nossas Babás Não Contavam). Outra coisa típica da década foram as paródias em que ele desempenhou o personagem principal em diversos filmes. Isso ocorre em fitas como O Libertino, O Homem de Seis Milhões de Cruzeiros Contra as Panteras, Costinha, o Rei das Selvas, Costinha e o King Mong, As Aventuras de Robinson Crusoé… neste último, faz par com Grande Otelo, dom direção de Mozael Silveira. Atuou em diversas peças de teatro, programas como Apertura (Rede Tupi), Aperte o Cinto e Domingo de Graça (Rede Manchete), "Costinha em 3 atos e 1/2" (SBT), Planeta dos Homens, Os Trapalhões e Chico Anysio Show (Rede Globo).
Gravou vários discos de piadas, incluindo os da série O Peru da Festa. Trata-se de uma série de cinco LPs, pela gravadora CID. Todos vinham com a tarja "Proibida a execução pública e a venda para menores de 21 anos", não só pelas piadas consideradas pesadas, mas pelas capas sugestivas. No primeiro volume, Costinha parecia estar nu, com uma mesa tapando suas partes íntimas e um peru assado sendo servido sobre ela. Seu último papel foi como "Seu Mazarito" (homenagem a Mazzaropi e Oscarito) na Escolinha do Professor Raimundo (1990/1995).
Em 4 de setembro de 1995, Costinha deu entrada no Hospital Pan-Americano, no Rio de Janeiro, com falta de ar, falecendo no dia 15 do mesmo mês aos 72 anos, de enfisema pulmonar. Foi enterrado no Cemitério de São João Batista, no Rio de Janeiro.
Foi casado com Irany Pereira da Costa, com quem teve quatro filhos biológicos e adotou outros três (Vitor Alexandre, Amor Carla e Fernanda Lara).

## Filmografia

### Televisão
| Ano       | Título                          | Papel                       | Emissora          |
| --------- | ------------------------------- | --------------------------- | ----------------- |
| 1978      | Praça da Alegria                |                             | Rede Globo        |
| 1980      | Apertura                        |                             | TV Tupi           |
| 1981      | Planeta dos Homens              | Frei Paulino                | Rede Globo        |
| 1982      | Costinha em 3 Atos e 1/2        | Vários Personagens          | SBT               |
| 1983      | A Festa É Nossa                 | Senhor na Festa             | Rede Globo        |
| 1986      | Aperte o Cinto                  | Vários Personagens          | Rede Manchete     |
| 1987      | Domingo de Graça                | Seu Palitinho, entre outros | Rede Manchete     |
| 1988      | Praça Brasil                    |                             | Rede Bandeirantes |
| 1989      | Só Riso na Praça                | Vários Personagens          | Rede Bandeirantes |
| 1989      | A Praça é Nossa                 |                             | SBT               |
| 1990-1995 | Escolinha do Professor Raimundo | Seu Mazarito                | Rede Globo        |
| 1991-1995 | Os Trapalhões                   | Vários Personagens          | Rede Globo        |

### Cinema
| Ano  | Título                                                  | Papel                              |
| ---- | ------------------------------------------------------- | ---------------------------------- |
| 1949 | Anjo do Lodo                                            | Maneco, efeminado que serve no bar |
| 1950 | Aguenta Firme, Isidoro                                  | —                                  |
| 1952 | O Rei do Samba                                          | —                                  |
| 1954 | Carnaval em Caxias                                      | —                                  |
| 1954 | Marujo por Acaso                                        | —                                  |
| 1954 | O Rei do Movimento                                      | Hilário, o maluco da espingarda    |
| 1955 | Angu de Caroço                                          | —                                  |
| 1955 | Mãos Sangrentas                                         | —                                  |
| 1955 | O Diamante                                              | —                                  |
| 1956 | Com Água na Boca                                        | Bonifácio                          |
| 1956 | Sai de Baixo                                            | —                                  |
| 1957 | Canjerê                                                 | —                                  |
| 1957 | Com Jeito Vai                                           | Cabo Tripa                         |
| 1957 | Sherlock de Araque                                      | Deodato                            |
| 1957 | De Pernas pro Ar                                        | Mindinho                           |
| 1958 | É de Chuá!                                              | Investigador                       |
| 1958 | E o Bicho não Deu                                       | Frederico                          |
| 1958 | Minha Sogra é da Polícia                                | Evaristo                           |
| 1959 | Entrei de gaiato                                        | Bolota(Abdias Carneiro)            |
| 1959 | Massagista de Madame                                    | Faísca                             |
| 1960 | Viúvo Alegre                                            | Anastacius                         |
| 1961 | O Dono da Bola                                          | Arquibaldo                         |
| 1966 | 007 1/2 no Carnaval                                     | Zé Cutia                           |
| 1966 | Nudista à Força                                         | —                                  |
| 1967 | Carnaval Barra Limpa                                    | 00 Chico                           |
| 1968 | As Três Mulheres de Casanova                            | Mensageiro (participação)          |
| 1968 | Aventuras de Chico Valente                              | Cangaceiro                         |
| 1969 | Golias contra o Homem das Bolinhas                      | Dentista (participação)            |
| 1970 | Amor em Quatro Tempos                                   | —                                  |
| 1970 | Salário Mínimo                                          | Juiz                               |
| 1971 | Cômicos e Mais Cômicos                                  | Ele mesmo                          |
| 1971 | Como Ganhar na Loteria sem Perder a Esportiva           | Jasmin                             |
| 1971 | Jesus Cristo Eu Estou Aqui                              | Padre Pedro                        |
| 1971 | Tô na Tua, Ô Bicho                                      | Mocotó                             |
| 1973 | O Libertino                                             | Comendador Emanoel                 |
| 1976 | Costinha o Rei da Selva                                 | Costinha, Rei da Selva             |
| 1977 | Costinha e o King Mong                                  | Costinha, Rei da Selva             |
| 1978 | O Homem de Seis Milhões de Cruzeiros contra as Panteras | Coelho                             |
| 1979 | Histórias Que Nossas Babás não Contavam                 | Caçador                            |
| 1979 | As Aventuras de Robinson Crusoé                         | Robinson Crusoé                    |
| 1991 | Inspetor Faustão e o Mallandro                          | Superintendente                    |
| 1995 | O Mandarim                                              | —                                  |

## Discografia
Costinha lançou ao todo seis LPs de piadas.
- Costinha (anedotas) 1971 - Continental
- O Peru da Festa 1 (CID) 1981
- O Peru da Festa 2 (CID) 1982
- O Peru da Festa 3 (CID) 1983
- As Proibidas do Costinha 1 1988
- Mazarito da Escolinha 1991

### Série "O Peru da Festa"
O Peru da Festa é uma série de 5 LPs de piadas gravadas pelo humorista brasileiro Costinha e lançados pela gravadora CID. Todos vinham com a tarja "Proibida a execução pública e a venda para menores de 21 anos", não só pelas piadas consideradas pesadas, mas pelas capas sugestivas. No primeiro volume, por exemplo, Costinha parecia estar nu, com uma mesa tapando suas partes íntimas e um peru assado sendo servido sobre ela. Os volumes 4 e 5 são coletâneas com as melhores piadas dos discos anteriores. A piada contada na faixa 9 do vol. 2 (chamada "A Maria e o Português") foi usada pelos Mamonas Assassinas quando da composição da faixa Vira-Vira.